# Polycyrtidea meritoria
Polycyrtidea meritoria är en stekelart som först beskrevs av Fabricius 1804.  Polycyrtidea meritoria ingår i släktet Polycyrtidea och familjen brokparasitsteklar. Inga underarter finns listade i Catalogue of Life.